# Tischlereimuseum Rüdiger Timme

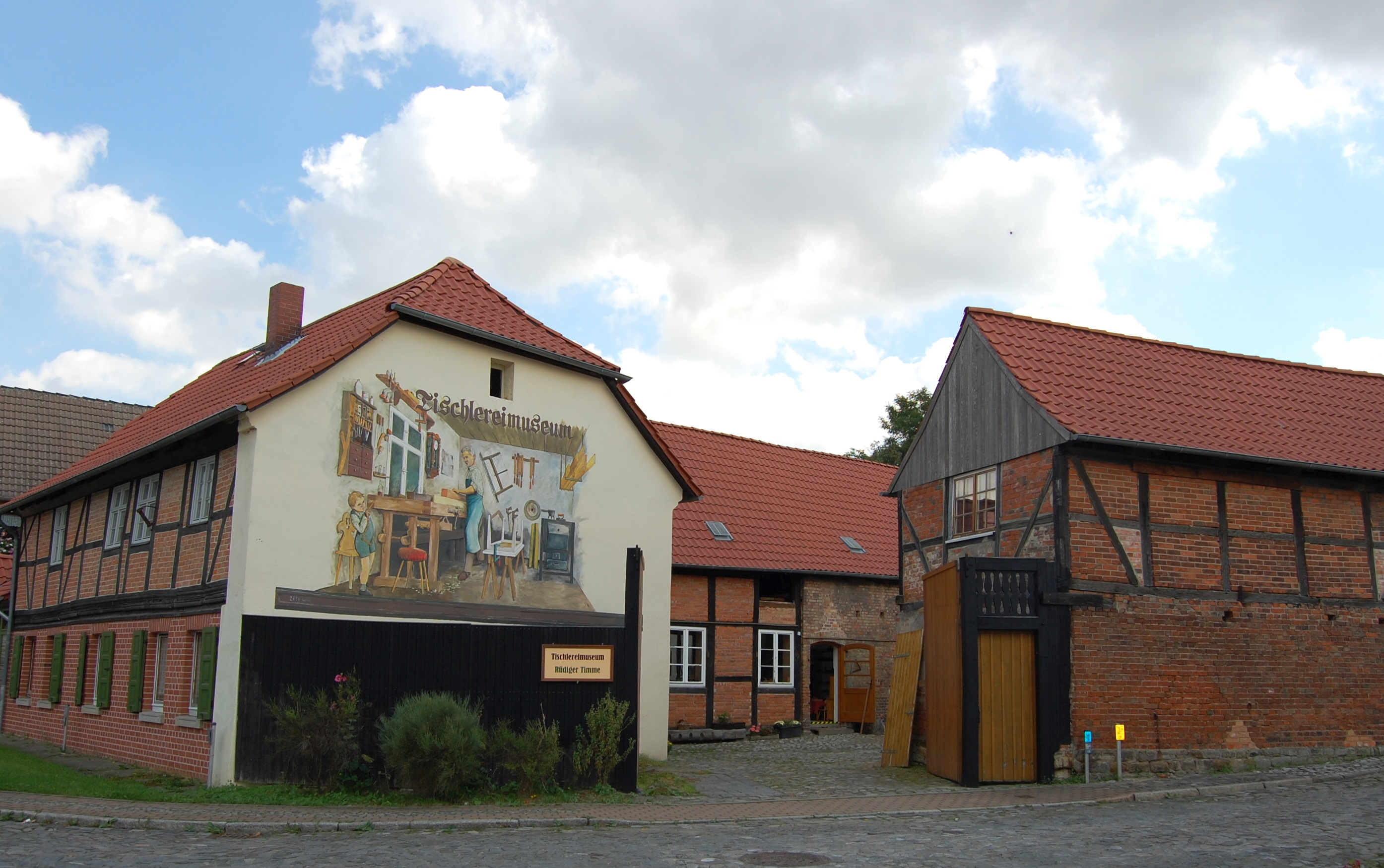
Tischlereimuseum

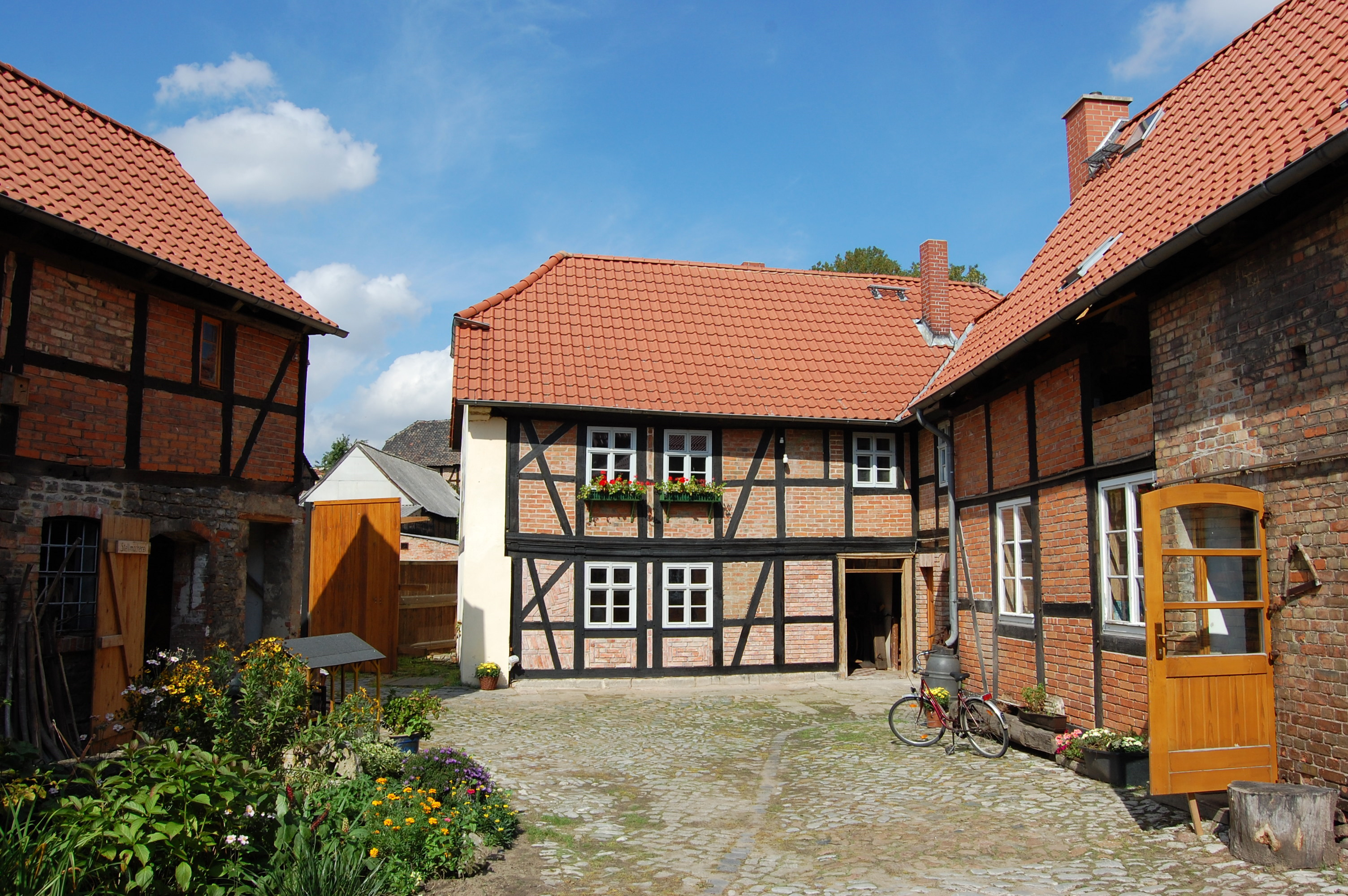
Hof des Museums

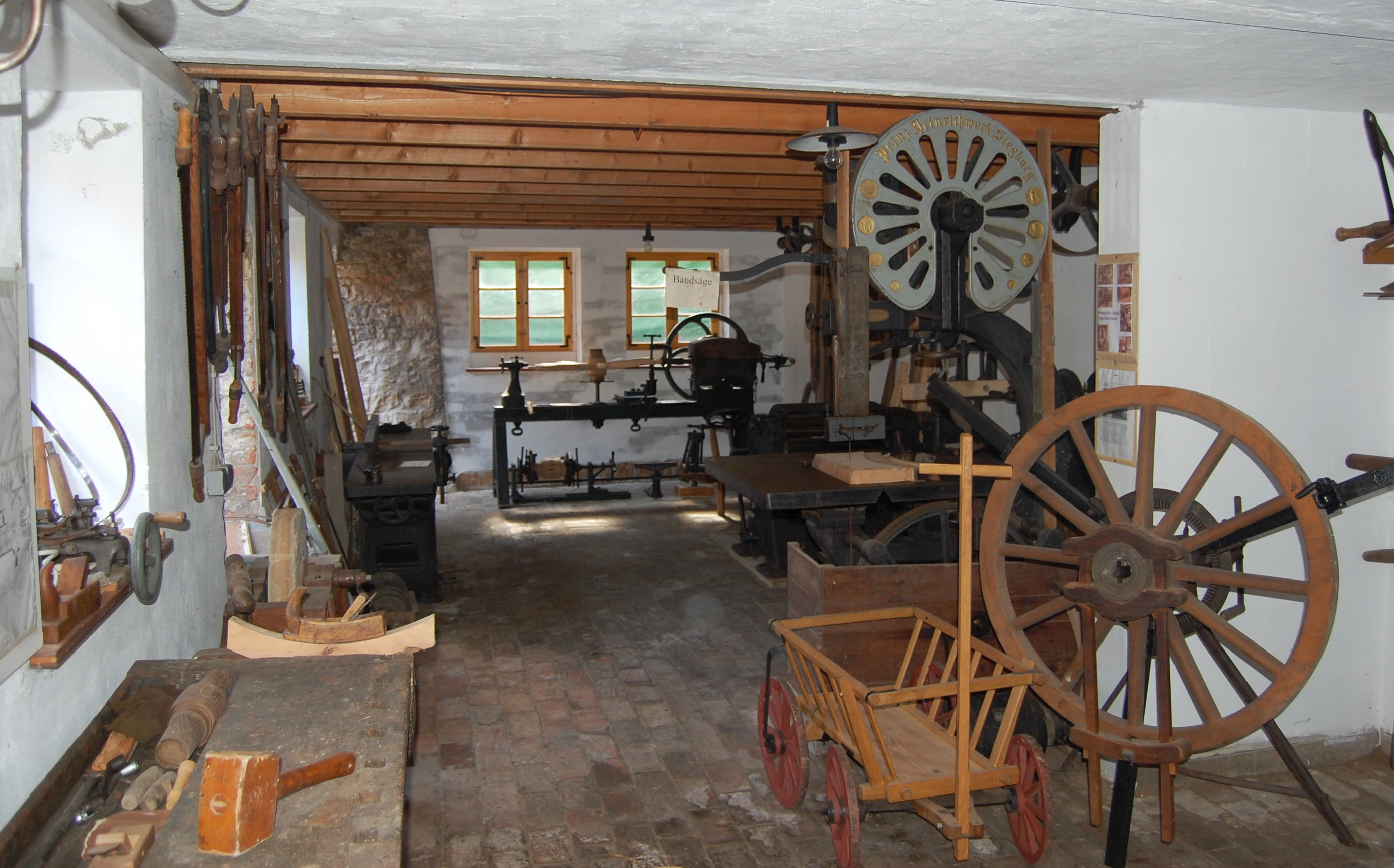
Stellmacherei

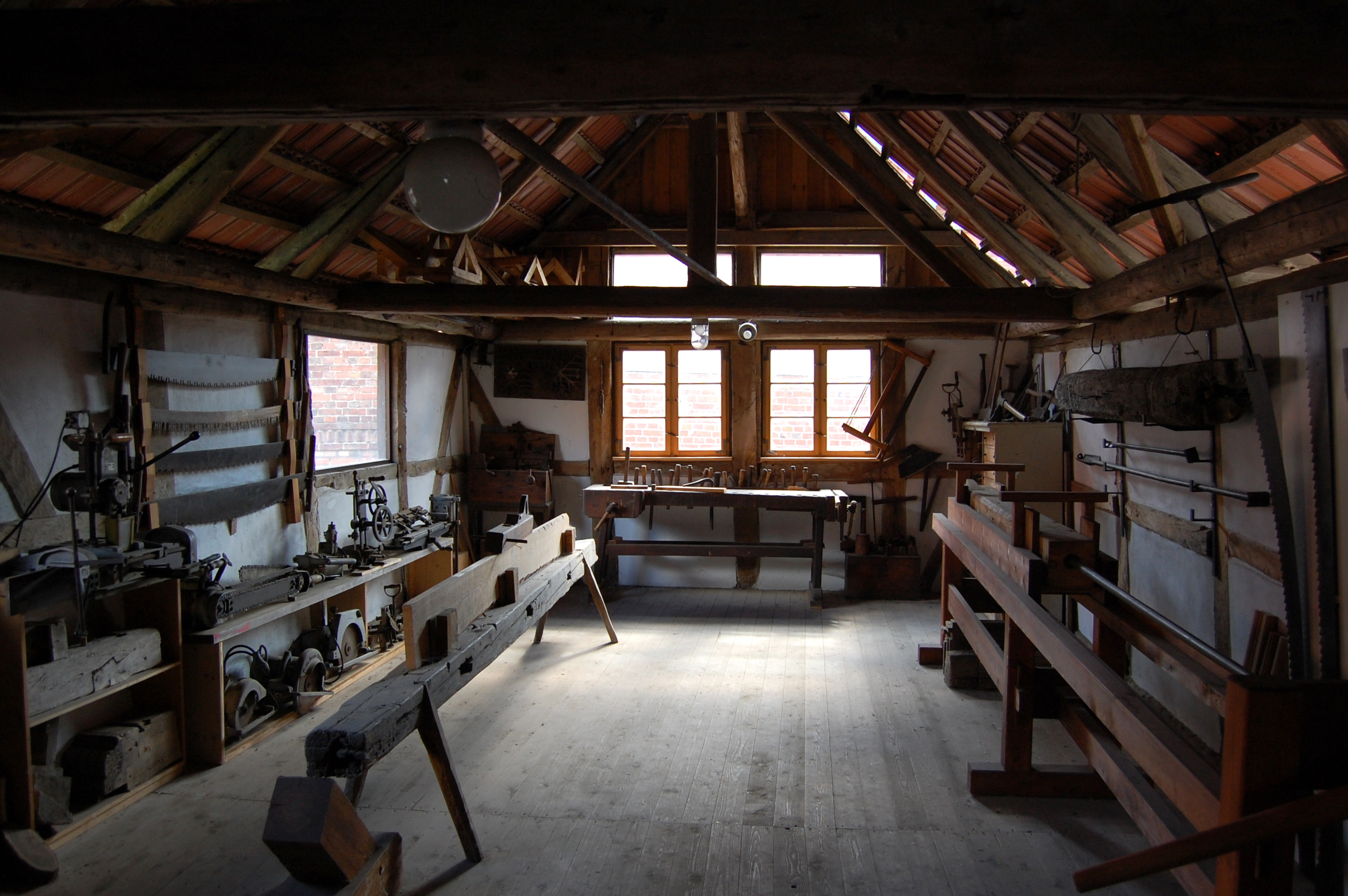
Werkstatt

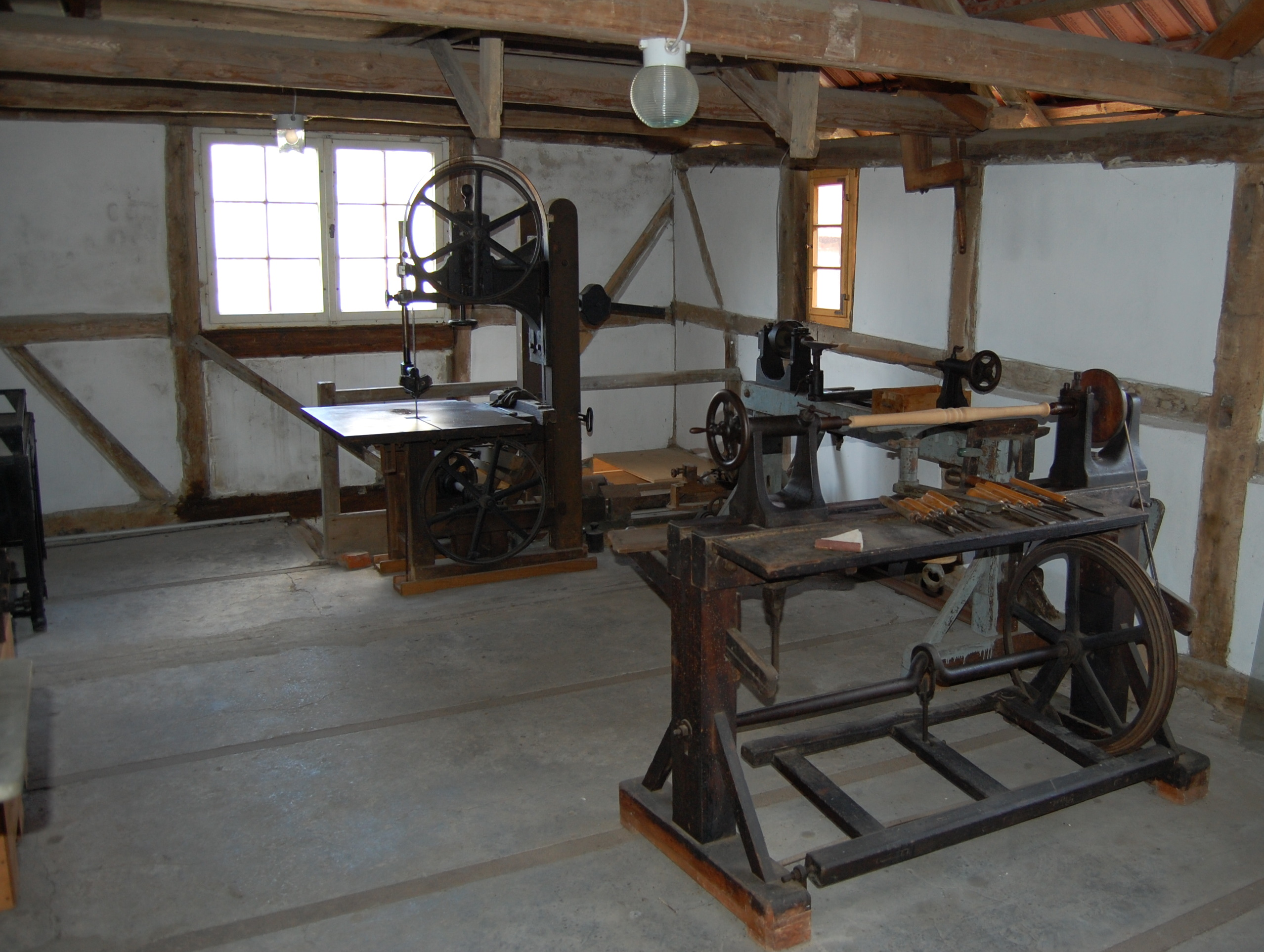
Maschinen

Das Tischlereimuseum Rüdiger Timme ist ein Museum in Eilsleben in Sachsen-Anhalt.
Das in einem alten Bauernhof in der Ostendstraße 2 untergebrachte Museum widmet sich der Geschichte des Tischlerhandwerks und der Holzverarbeitung.

## Geschichte
Ursprung des Museums ist eine vom Tischler- und Rahmenglasmeister Rüdiger Timme ab 1965 angelegte Sammlung von Profilhobeln. 1995 erfolgte die Einrichtung einer historischen Werkstatt in einem 18 m² großen Raum, die auch der Öffentlichkeit zugänglich war. 1998 zog das Museum in den auch heute genutzten Bauernhof. Nach Erweiterungen werden heute 10 Räume auf 350 m² für die Ausstellungen genutzt.

## Ausstattung
Im Museum wurden unterschiedliche Werkstätten mit originalen Arbeitsmitteln eingerichtet. So ist ein Raum als Stellmacherei eingerichtet. Dort werden die Arbeitsschritte zur Herstellung eines hölzernen Wagenrades gezeigt, wie sie in der Region üblich waren. Eine weitere Werkstatt zeigt den Arbeitsplatz, den Bankraum, eines Allein-Meisters. In einer weiteren Werkstatt werden mehrere Arbeitsplätze dargestellt.
Mehrere Räume widmen sich historischen Arbeitsmaschinen, wobei sowohl gusseiserne als auch hölzerne Ausstattungen gezeigt werden. Weitere Werkstätten zeigen eine Drechslerei, Zimmerei und Böttcherei. In der Ausstellung befindet sich auch ein hölzernes, bei Ausgrabungen in Wernigerode gefundenes Wasserrohr, sowie eine originale Bohrvorrichtung mit einer Länge von 5 Metern zum Bohren solcher Rohre.
Neben 1.500 Hobeln gehören zur Ausstellung auch eine Sammlung historischer Fenster, Fenstergläser sowie Bau- und Möbelbeschläge.
Der Schwerpunkt der Ausstellung liegt auf der Handwerkstradition der Region. Darüber hinaus gibt es jedoch auch Ausstellungsstücke aus China, Frankreich, Großbritannien, Japan, Niederlande, Österreich und den USA. Ausgestellt sind auch Rekonstruktionen einer römischen Hobelbank und Hobel.
Modelle informieren über ein mit Wasserkraft angetriebenes Sägewerk und den Dampfmaschineneinsatz in Tischlereien.
Im Jahr 2012 erfolgte eine Erweiterung der Ausstellungsfläche. Zum Museum gehört seitdem eine auf der gegenüber liegenden Straßenseite befindliche historische Scheune. Hier wird unter anderem die Herstellung und Verarbeitung von Furnier gezeigt. Darüber hinaus werden historische Küchenmöbel und Fenster und Türen ausgestellt.